# Bié (province)
Pour les articles homonymes, voir Bié (homonymie).
La province de Bié est une province au centre de l'Angola. Sa population est d'environ 1 350 000 habitants sur une surface de 70 314 km2. Sa capitale est la ville de Kuito.
Son climat frais et ses nombreuses chutes de pluie rendent possible la culture du maïs, de la canne à sucre, du riz, du café et des cacahuètes. 
Le plateau de Bié dans lequel se situe la province est relié à l'océan Atlantique par chemin de fer.

## Géographie
La province est au centre de l'Angola et est limitée au nord par la province de Malanje, au nord-est avec la province de Lunda Sud, à l'est avec la province de Moxico, au sud avec la province Cuando Cubango et à l'ouest avec la province de Huila, Huambo et Cuanza Sud. 
L'altiplano angolais couvre l'ensemble de la province de Huambo et une bonne partie de la province de Bié, et y atteint une altitude maximale de 1 852 m. La terre est une des plus fertiles de l'Angola et est délimitée à l'est et au nord par le fleuve Cuanza, qui marque une partie de la frontière avec la province Malanje. La frontière sud-ouest est marquée par la rivière Cuchi, un affluent du fleuve Cubango.

## Démographie

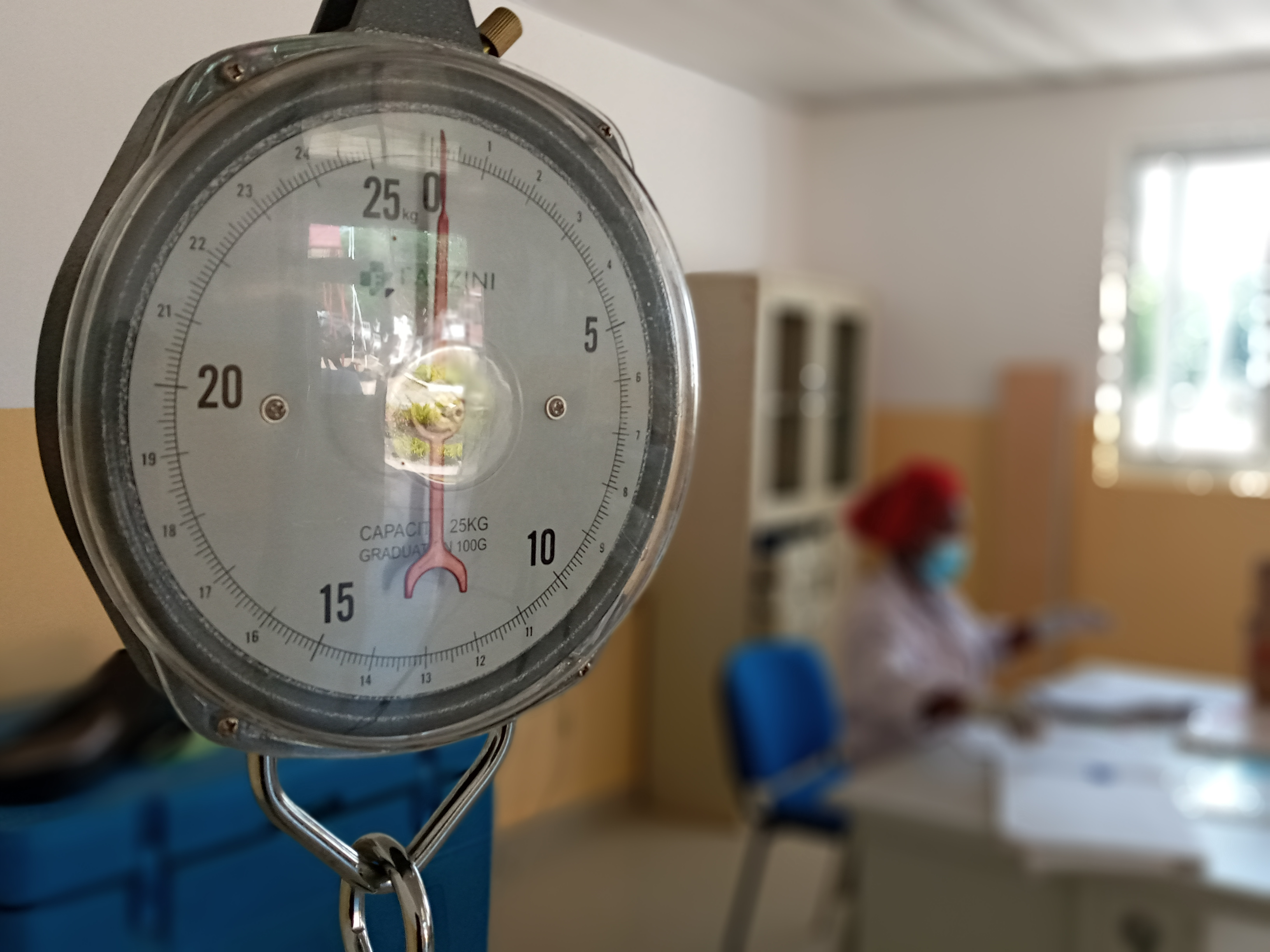
Dépistage de la malnutrition à l'hôpital municipal.

Selon les statistiques du gouvernement des États-Unis de 1988, la population provinciale s’élève à 1 044 000 habitants. On a estimé que 201 600 habitants de la province vivaient dans des secteurs urbains et que 843 400 personnes vivaient dans des secteurs ruraux. Les municipalités de la province incluent Andulo, Nharea, Cunhinga, Chinguar, Chitembo, Catabola, Camacupa et Cuemba.
La population appartient presque entièrement au groupe "bieno" de l'ethnie des Ovimbundu. Il y réside cependant aussi de petits groupes de Nganguela.
La population en 1992 est estimée autour de 1 119 000 habitants. Les villes principales de la province sont alors :
- Kuito     114 791 habitants
- Camacupa   19 347 habitants
- Catabola   19 281 habitants
- Catumbela  17 369 habitants
- Chissamba   7 755 habitants

## Histoire
Pendant le Moyen Âge européen, de petits « royaumes » à géométrie variable existèrent parmi les Ovimbundu, comprenant donc les « Ovi-bieno ». Les Portugais, présents sur la côte depuis le XVIe siècle, établirent les premiers contacts avec eux à partir de Benguela, surtout par le biais du commerce des caravanes : ces dernières, organisées par les Ovi-wambo, les Ovi-mavundo et les Ovi-bieno, firent la liaison entre la "tête de pont" portugaise et les populations situées à l'est de l'actuel territoire de l'Angola. Au XIXe siècle, les Portugais commencèrent à occuper militairement l'intérieur de l'Angola d'aujourd'hui, y compris les terres des Ovimbundu, s'imposant à la résistance acharnée de ceux-ci. En même temps, les missions chrétiennes y pénétrèrent en force - du côté catholique surtout la Congrégation du Saint-Esprit et du côté protestant, des congrégationalistes américains qui y fondèrent l'Église évangélique congrégationelle de l'Angola (Igreja Evangélica Congregacional de Angola, IECA). Vers le milieu du XXe siècle, la plupart de la population des provinces de Huambo et de Bié était christianisée et vivait d'une petite agriculture concentrée sur la production du maïs. Pendant que la population ne cessait de croître, la terre disponible diminuait en raison des plantations constituées par des colons portugais (et quelques autres Européens). 
Quand la résistance nationaliste commença à s'articuler en Angola, la population du Bié n'en fut d'abord pas touchée. La situation changea totalement après la formation, en 1966, de l'UNITA, un mouvement de libération qui avait ses racines avant tout parmi les Ovimbundu, et dont le fondateur et chef charismatique, Jonas Savimbi, était originaire du Bié et appartenait à l'IECA. Le président actuel de l'UNITA, Isaías Samakuva, est également bieno, originaire de la ville de Kunji.